# Dharlang
Der Dharlang ist der 45 km lange linke Quellfluss und Hauptquellfluss des Bhut Nal im indischen Unionsterritorium Jammu und Kashmir. 

## Verlauf
Der Dharlang durchfließt den Kishtwar-Himalaya im Südosten des Distrikts Kishtwar. Er wird vom Schmelzwasser des Zanskari-Kanthan-Gletschers am oberen Ende des Dharlang-Tals auf einer Höhe von etwa 4430 m gespeist. Er durchfließt das Dharlang-Tal in nordwestlicher Richtung und nimmt dabei die Abflüsse mehrerer nördlich gelegener Gletscher auf. Alle Gletscher im Einzugsgebiet sind im Rückzug begriffen und werden vermutlich in absehbarer Zeit verschwunden sein. Der Dharlang trifft schließlich 3,4 km östlich der Pilgerstätte Machail auf einer Höhe von etwa 2866 m auf den von Norden heranfließenden Bhuzas Nala, mit dem er sich zum Bhut Nal vereinigt. Das Gebiet ist noch wenig erschlossen mit keinen nennenswerten Siedlungen.

## Einzugsgebiet
Das Einzugsgebiet des Dharlang ist etwa 530 km² groß. Es liegt auf der Südseite der "Great Himalaya Range", ein teils vergletscherter Gebirgszug des westlichen Himalaya, der in NW-SO-Richtung verläuft. Im Norden des Einzugsgebietes sowie entlang der nördlichen Wasserscheide erheben sich mehrere beliebte Kletterberge, darunter Chomochior (6322 m), Cerro Kishtwar (6155 m), Kishtwar Shivling (5935 m) und Kishtwar Kailash (6451 m).